# کهلبون
کهلبون، روستایی از توابع بخش اتاقور شهرستان لنگرود در استان گیلان ایران است.

## جمعیت
این روستا در دهستان اطاقور قرار دارد و براساس سرشماری مرکز آمار ایران سرشماری عمومی نفوس و مسکن (۱۳۸۵)در سال ۱۳۸۵، جمعیت آن ۷۰ نفر (۱۹خانوار) بوده است.